# Lillflyn (Hotagens socken, Jämtland, 709640-143659)
Lillflyn är en sjö i Krokoms kommun i Jämtland och ingår i Indalsälvens huvudavrinningsområde. Sjön har en area på 0,2 kvadratkilometer och ligger 538,6 meter över havet. Lillflyn ligger i Gråberget-Hotagsfjällen Natura 2000-område. Sjön avvattnas av vattendraget Foskvattsån.

## Delavrinningsområde
Lillflyn ingår i det delavrinningsområde (709659-143665) som SMHI kallar för Inloppet i Stor-Foskvattnet. Medelhöjden är 583 meter över havet och ytan är 5,89 kvadratkilometer. Räknas de 16 avrinningsområdena uppströms in blir den ackumulerade arean 109,35 kvadratkilometer. Foskvattsån som avvattnar avrinningsområdet har biflödesordning 3, vilket innebär att vattnet flödar genom totalt 3 vattendrag innan det når havet efter 284 kilometer. Avrinningsområdet består mestadels av skog (91 procent). Avrinningsområdet har 0,21 kvadratkilometer vattenytor vilket ger det en sjöprocent på 3,6 procent.